# Alex Scott (Fußballspieler, 1936)
Alexander Silcock „Alex“ Scott (* 22. November 1936 in Falkirk; † 13. September 2001 ebenda) war ein schottischer Fußballspieler. Als Rechtsaußen gewann er mit den Glasgow Rangers zunächst viermal die schottische Meisterschaft (1956, 1957, 1959, 1961) sowie Anfang der 1960er einmal den FA Cup und zweimal den Ligapokal. Es folgte Anfang 1963 der Wechsel zum FC Everton. Dort errang er noch im selben Jahr den englischen Meistertitel und drei Jahre später den Pokal.

## Sportlicher Werdegang
Scott schloss sich 1954 im Alter von 17 Jahren den Glasgow Rangers an und rund ein Jahr später debütierte er am 9. März 1955 gegen den Klub aus seiner Geburtsstadt FC Falkirk. Auf Anhieb gelang ihm beim 4:1 ein Hattrick und in der Folgezeit etablierte er sich auf den Rechtsaußenposition als Nachfolger von Willie Waddell, der zuvor dort lange Jahre aktiv gewesen war. In insgesamt acht Jahren in der ersten Mannschaft der Rangers schoss Scott 108 Tore in 331 Pflichtspielen und gewann viermal die schottische Meisterschaft (1956, 1957, 1959 und 1961). Dazu war er auch äußerst erfolgreich in Partien des Europapokals, der sich damals noch in seinen Anfangszügen befand. Zunächst traf er in der Landesmeisterrunde 1959/60 gegen Mannschaften wie den RSC Anderlecht auf dem Weg ins Halbfinale, das dann wiederum gegen Eintracht Frankfurt verloren ging. Im Jahr darauf erreichte er im Europapokal der Pokalsieger mit Glasgow das Endspiel und schoss dort das einzige Tor seiner Mannschaft gegen AC Florenz, wobei Florenz die Begegnung nach zwei Spielen jedoch mit 4:1 Toren für sich entschied. Seine Ausbeute von zwölf Europapokaltoren für die Glasgow Rangers übertraf erst Ally McCoist im Jahr 1997.
Scott zählte zu einer Generation von Außenstürmern, die an der Seitenlinie angespielt wurden und mit einem Sprint gegnerische Außenverteidiger in Eins-gegen-eins-Duelle verwickelten. Dabei kamen seine Stärken zum Tragen, die in der Schnelligkeit und Athletik lagen. Er bereitete dabei nicht nur eine Reihe von Treffern vor, sondern er zeigte sich für die Rangers auch selbst überdurchschnittlich torgefährlich. Als Scott Anfang 1963 signalisierte, nach England wechseln zu wollen, begann ein Wettbieten der dortigen Spitzenvereine. Zunächst schien Tottenham Hotspur das Rennen zu machen, aber letztlich überzeugte ihn Harry Catterick vom FC Everton zu einem Wechsel für eine Ablösesumme von 40.000 Pfund nach Liverpool. Nach seinem Weggang aus Glasgow entwickelte sich übrigens auf der Rechtsaußenposition mit Willie Henderson ein weiterer Akteur zu einer „Legende“ im Verein, so wie es vor Scott schon Waddell gewesen war.
Everton befand sich in der Saison 1962/63 auf dem Weg zum englischen Meistertitel und Scott fand im Februar 1963 sofort seinen Stammplatz auf dem rechten Flügel, wobei er dort den alternden Billy Bingham ersetzte. Kurz zuvor war Everton im Meisterschaftsrennen, an dem auch die „Spurs“ beteiligt waren, etwas ins Stocken geraten und die Verstärkung auf der rechten Seite zahlte sich aus. „Chico“, wie Scott aufgrund seines dunklen Teints und damit etwas mexikanischen Aussehens genannt wurde (ein weiterer Spitzname war „Oberkellner“, da er sich häufig mit einem steif angelegten Arm zu bewegen pflegte), trug zum Ligatitel noch 17 Einsätze und vier Tore bei. Im Gegensatz zu den Rangers trat Scott in Everton weniger als Torschütze in Erscheinung; vielmehr sorgte er für die Anspiele und Flanken, von denen Zentrumsstürmer wie Alex Young, Roy Vernon oder Derek Temple profitierten. Knapp drei Jahre später gewann er dann mit den „Toffees“ noch den englischen Pokal, nachdem im Finale Sheffield Wednesday nach einem 0:2-Rückstand noch mit 3:2 besiegt werden konnte. Danach war sein Zenit überschritten und nach einer letzten Saison 1966/67 kehrte er in die schottische Heimat zurück.
Für 15.000 Pfund heuerte er bei Hibernian Edinburgh an. Er verbrachte dort zwei Jahre, bevor er in seiner Heimatstadt beim FC Falkirk die aktive Karriere zu Beginn der 1970er-Jahre auslaufen ließ. Nach dem Ende seiner Laufbahn betrieb er mit seinem Bruder Jim, der ebenfalls Profifußballer gewesen war, ein Geschäft. Im September 2001 starb er an den Folgen einer Krebserkrankung.

### Schottische Nationalmannschaft
Scott debütierte am 6. November 1956 als 19-Jähriger in der schottischen A-Nationalmannschaft und schoss das einzige Tor im Duell gegen Nordirland. Knapp zwei Jahre nahm er an der WM-Endrunde in Schweden teil, kam dort jedoch zu keinem Einsatz, da ihm Spieler wie Graham Leggat vorgezogen wurden. Der Durchbruch in der schottischen Auswahl blieb ihm auch in der Folgezeit verwehrt und in knapp zehn Jahren absolvierte er lediglich 16 Spiele, in denen ihm fünf Tore gelangen. Mitte der 1960er-Jahre kristallisierte sich dann Jimmy Johnstone vom Lokalrivalen Celtic, Charlie Cooke vom FC Chelsea und Willie Henderson von den Rangers als neue Alternativen auf der rechten Außenbahn heraus und so war sein Einsatz am 25. Juni 1966 gegen den damals amtierenden Weltmeister Brasilien der letzte. Die Partie im Rahmen der brasilianischen Vorbereitung auf die WM 1966 in England endete mit einem 1:1-Achtungserfolg für die „Bravehearts“.

## Titel/Auszeichnungen
- Englische Meisterschaft (1): 1963
- Schottische Meisterschaft (4): 1956, 1957, 1959, 1961
- Englischer Pokal (1): 1966
- Schottischer Pokal (1): 1960
- Schottischer Ligapokal (2): 1960/61, 1961/62[4]
- Charity Shield (1): 1963